# Punkurí

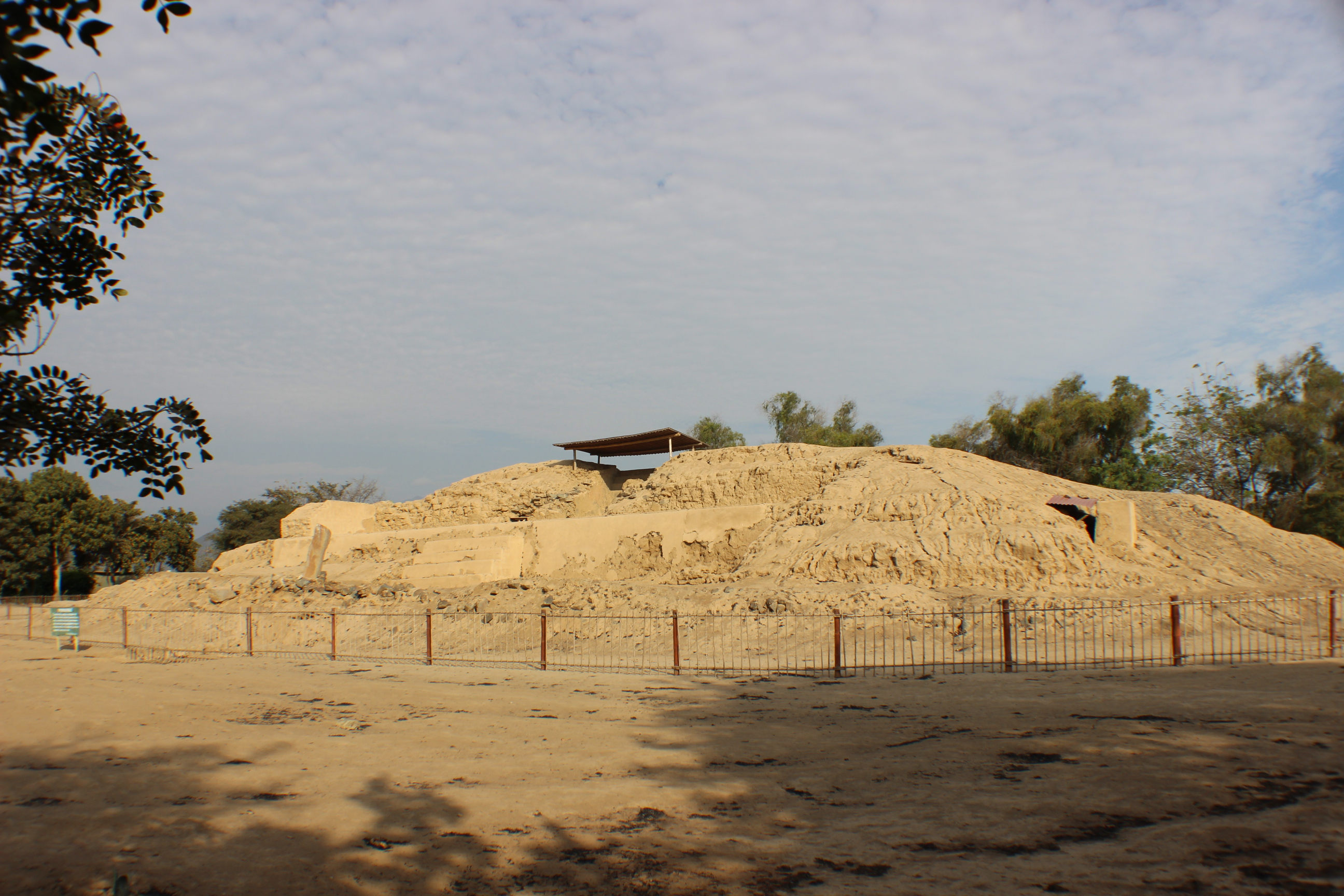
Punkurí

Punkurí es un sitio arqueológico existente entre los pueblos de Nepeña y San Jacinto, en la margen derecha del río Nepeña, provincia de Santa, departamento de Áncash, en el Perú. 
Etimológicamente, su nombre proviene de dos vocablos quechuas que son: punku o pungu que significa "puerta" y chucu "casco", Julio C. Tello aseguró que se desenvolvió entre los 2000 a 1400 años A.C. y se le ubica entre los periodos arcaico y formativo temprano.
Se ha confirmado que Punkurí fue un templo elaborado por los habitantes de la Cultura Sechín, dada las características de su estructura y un estudio de su edad cronológica aproximada. No se descarta que haya estado vigente durante el desarrollo de culturas posteriores a esta.

## Descripción
Punkuri es una construcción con adobes de barro de 3 m de altura en un área aproximada de 3000 m2. Sus edificaciones están hechas con adobes cónicos, tronco cónico todos modelados a mano y tienen un peso promedio de 40 kilogramos.
Punkuri es hasta ahora el templo de barro más antiguo de América Prehispánica, teniendo tres fases constructivas, su orientación es hacia el norte creciendo en área y altura. Las columnas eran cilíndricas policromas con decoraciones incisas; la escultura de bulto del puma reposando en las primeras gradas de la escalinata del templo de la 3.ª. fase se encuentra destruido en un 80%, así como los relieves policromos de la 1.ª. y 2.ª. fase de construcción del templo.
Punkuri permaneció sepultado durante siglos "en gran parte, por una masa de tierra y lodo que parece haberse extendido por todo el valle", fue descubierto por Julio C. Tello en 1933. Según Tello, "el piso inferior contenía estructuras de piedra con paredes ornamentales en el estilo clásico Chavín. Estas estructuras fueron derrumbadas, y utilizadas después como fundamento de los nuevos edificios del piso medio, y éste, a su vez, sirvió para los del piso superior. Como en el caso de Cerro Blanco, en los dos pisos inferiores restos de lo que parece la cultura Chavín: un ídolo hecho de piedra y barro, representando un bulto la figura de un felino pintado con diferentes colores; una tumba conteniendo el cadáver de una mujer sacrificada, en asociación con una concha caracol (Strombus galeatus), un patio recamado con laminillas de turquesas, y un mortero provisto de su respectivo pisón, ambos de diorita, y pulido y grabado con figuras del estilo clásico de Chavín. En el piso medio tenían las paredes fabricadas con adobes cónicos y adornados con figuras incididas y pintadas sobre una superficie previamente en lucida, y restos de varias cámaras soterradas con pinturas murales"

## Destrucción del Templo de Punkurí
Al paso del tiempo y los embates periódicos del fenómeno de el Niño, se sumó uno más destructivo, la ignorancia y superstición por parte de gran número de pobladores de las inmediaciones del sitio arqueológico los que llevados por las supersticiones e «historias» de que Punkurí era un lugar dedicado al diablo, no tuvieron la mejor idea que destruir y saquear el templo al ídolo en forma de felino, lo destruyeron a punta de combos y martillos, pues creían que este era propiciador de desgracias.

## Restauración del Templo
Gracias al trabajo del arqueólogo peruano Lorenzo Samaniego enviado por la Universidad Nacional del Santa, así como Agroindustrias San Jacinto se ha logrado iniciar los trabajos de puesta en valor de este representativo templo de Punkurí, al cual se le ha reconocido una gran área como intangible y dedicada para la investigación, observación y visita a través de un pequeño museo de sitio, un jardín botánico, así como una réplica a escala del ídolo de Punkurí todo ello contribuirá para valorar aún más el pasado de la región en especial de los valles de Nepeña, Casma y Lacramarca; todo esto no es más que un primer paso para ir rescatando los muchos testimonios del pasado ancashino.